# Wuling Shan (bergskedja)
Wuling Shan (kinesiska: 武陵山) är en bergskedja i Kina. Den ligger i den centrala delen av landet, 1 400 km söder om huvudstaden Peking.